# Kanton Pau-Est
Pau-Est is een voormalig kanton van het Franse departement Pyrénées-Atlantiques. Het kanton maakte deel uit van het arrondissement Pau. Het werd opgeheven bij decreet van 25 februari 2014, met uitwerking op 22 maart 2015.

## Gemeenten
Het kanton Pau-Est omvatte de volgende gemeenten:
- Artigueloutan
- Idron
- Lée
- Nousty
- Ousse
- Pau (deels, hoofdplaats)